# ألان ميلر
ألان ميلر (بالإنجليزية: Allan Miller)‏ (و. 1929 – م) هو ممثل تلفزيوني، وممثل أفلام، وممثل، من الولايات المتحدة الأمريكية، ولد في بروكلين.

## وصلات خارجية
- ألان ميلر على موقع IMDb (الإنجليزية)
- ألان ميلر على موقع ألو سيني (الفرنسية)
- ألان ميلر على موقع أول موفي (الإنجليزية)
- ألان ميلر على موقع قاعدة بيانات الأفلام السويدية (السويدية)
- ألان ميلر على موقع ديسكوغز (الإنجليزية)
- ألان ميلر على موقع قاعدة بيانات الفيلم (الإنجليزية)
- ألان ميلر على موقع كينوبويسك (الروسية)